# Водоспади Сілвер-Стренд
Водоспади Сілвер-Стренд (англ. Silver Strand Falls) — водоспад, розташований в Національному парку Йосеміті в Каліфорнії, у західній частині долини Йосеміті.
| США | Це незавершена стаття з географії США. Ви можете допомогти проєкту, виправивши або дописавши її. |